# Ускулар
Ускула́р (также Большой Ускулар; укр. Ускулар, крымскотат. Uskular, Ускулар) — река в Алуштинском регионе Крыма, левый приток Альмы. Длина реки — 5,0 км, площадь водосборного бассейна — 10,7 км².

## География
Начало балки (по утвеждению Николая Рухлова — безводной, но обильно водоносной после дождей) расположено на западных склонах хребта Синаб-Даг Главной гряды Крымских гор, в отложениях Триасового периода, на территории Крымского заповедника. Течёт, общим направлением, на северо-запад, у реки 7 безымянных притоков, длиной менее 5 километров. Ускулар впадает в Альму у кордона «Тарьер» в 65,0 километрах от устья. Водоохранная зона реки установлена в 50 м.
В 1920-е — 1930-е годы долина Ускулара, по сведениям исследователя Ивана Пузанова, была известна обилием оленей. В годы Великой Отечественной войны в районе реки находился партизанский лагерь «Ускулар» 3-го района.